# Jelena Maratowna Scharafutdinowa
Jelena Maratowna Scharafutdinowa, in anderen Quellen Fatchutdinowa (russisch Елена Маратовна Шарафутдинова; * 1983) ist eine russische Bogenbiathletin.
Ihre ersten Erfolge erreichte Scharafutdinowa bei den Juniorenrennen der Weltmeisterschaften 2004 in Pokljuka, wo sie mit Natalija Jemelina und Anna Kletskowa Gold im Staffelrennen den Titel gewann und im Sprintrennen, dem Verfolger sowie im Massenstartrennen Vize-Juniorenweltmeisterin wurde. 
2005 wurde sie Russische Meisterin im Massenstart. Einen ersten Erfolg bei den Frauen im Leistungsbereich erreichte sie, als sie bei den bislang letzte Weltmeisterschaften 2008 in Moskau hinter Walentina Linkowa und vor Jekaterina Lugowkina die Silbermedaille im Sprintrennen gewann. Noch erfolgreicher war sie bei den Europameisterschaften 2008 in Moskau, den bislang letzten internationalen Meisterschaften im Bogenbiathlon. Hinter Jemelina und Linkowa gewann sie zunächst Bronze im Sprint und dem Verfolgungsrennen, im Massenstartrennen verbesserte sie sich hinter Jemelina und vor Jekaterina Jaschina auf den zweiten Rang.